# Manuf al-Sufla
Manuf al-Sufla (àrab: منوف السفلى, Manūf as-Suflà; copte: Panouf Khit; grec antic: Όνοὔφις ὴ χᾴτω) fou una antiga ciutat d'Egipte, al màrkaz de Tanta, prop de la moderna vila de Mahallat Manuf.
En època romana d'Orient fou seu d'un bisbat. Conquerida pels àrabs, fou centre d'una kura, però va desaparèixer en temps dels fatimites, al segle x.